# 賓漢隆起
贝纳姆海隆，又譯賓漢隆起，菲律賓官方名稱為菲律賓海隆，是一條海底死火山山脊，位於菲律賓海，呂宋島正東方約250公里處。该海隆英文名称得名自美國海軍將領安德鲁·賓漢。葛丹戀尼示人在前殖民時代稱之為「Kalipung-awan」，字面意思是「与世隔绝之地的孤独感」。
菲律賓海底下有眾多海盆，包括西菲律賓海盆。該海盆是中部海盆擴張中心（Central Basin Spreading Center）所在地，而賓漢隆起就位於該海底擴張中心。已有不少圍繞當地的研究，其中有對板塊隱沒作用的影響，包括對1990年呂宋地震的效果。菲律賓聲稱賓漢隆起是在它大陸架以內，向它發出主權聲索。2009年4月8日，菲律賓向聯合國大陸架界限委員會提出聲索，於2012年獲得聯合國海洋法公約認可。
這塊高地於2017年5月被菲律賓政府劃為「保護食品供應專用區」。作為保護區，採礦和石油勘探被禁止。2017年5月16日，菲律賓總統杜特爾特簽署行政命令，把高地更名為「菲律賓海隆」。

## 地質學
賓漢隆起屬於海底死火山山脊，在呂宋島海岸對出，北緯16度30分，東經124度45分。它高2000米（2公里），在5000米（5公里）以下的地基上，所以它的高度是海拔零下3000米（3公里）。它的區域與賓漢海山（Benham Seamount）相近，位於北緯15度48分，東經124度15分。其準確位置大概位於菲律賓海溝東部和東呂宋海溝南部，兩者都吸收了菲律賓移動板塊下方菲律賓海板塊的俯衝力。賓漢暗沙（Benham Bank）是賓漢隆起的最低端。

## 歷史

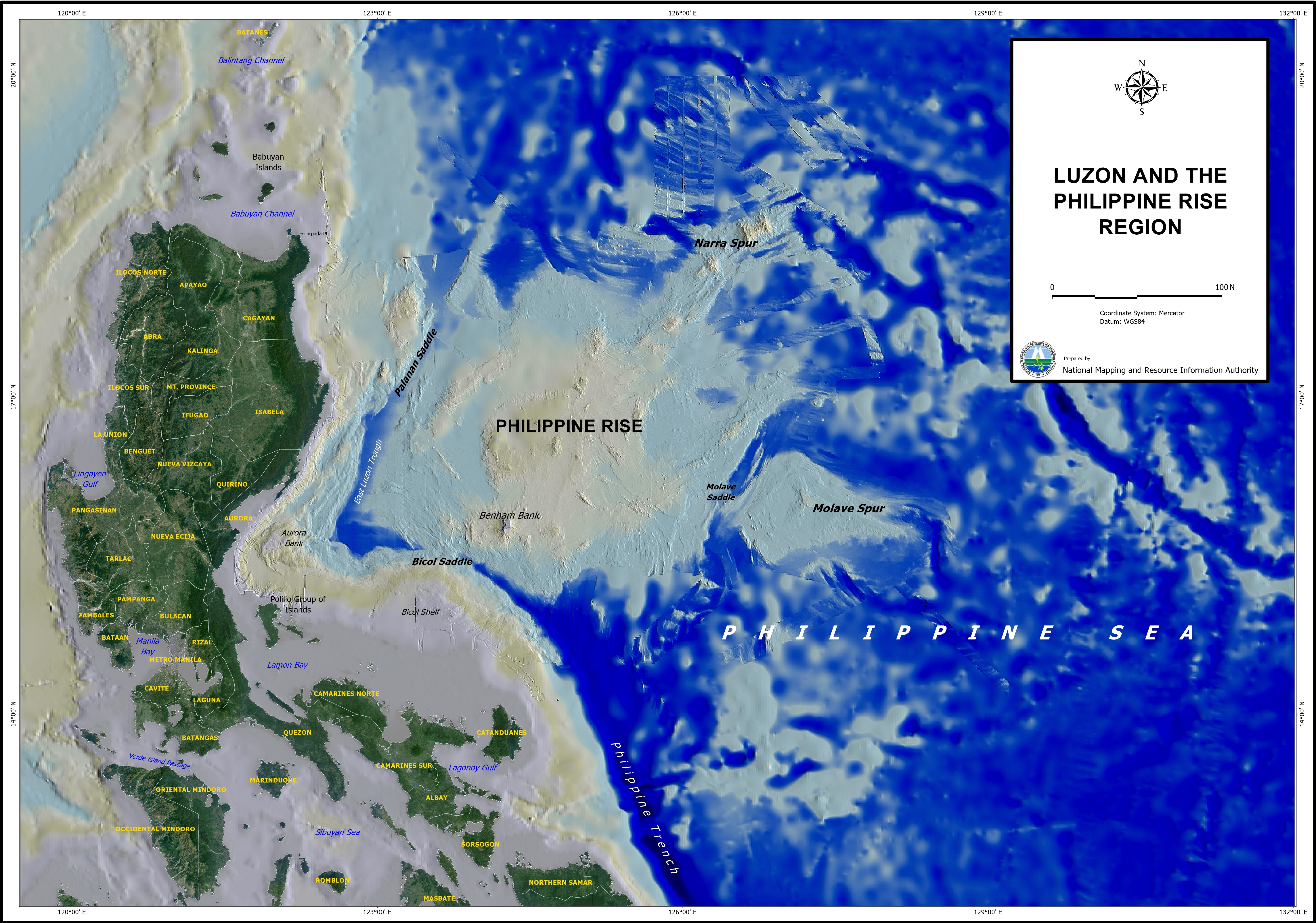
呂宋島與賓漢隆起的地圖，以菲律賓官方名稱「菲律賓海隆」（Philippine Rise）標示。

賓漢隆起得名於發現它的美國海軍將領安德鲁·賓漢（Andrew Ellicot Kennedy Benham）。自它被發現，儘管很靠近菲律賓群島，但它不被劃歸菲律賓。2009年4月8日，菲律賓共和國向大陸架界限委員會部分提交賓漢隆起200海里外大陸架界限申請。這是一份拓展群島基線和專屬經濟區的法案的一部分，而該法案也包括了對南沙群島和黃岩島這些具爭議性地方的聲索。
菲律賓議會通過了由參議員米里亞姆·德芬索·桑蒂雅各提出的議案，現在稱為《共和國法第9522號》，或者《菲律賓群島基線法》，這成為提出主權聲索的基礎。它斷言，基於地震，磁性和其他地質特徵的科學數據，菲律賓海隆是菲律賓大陸架的延伸。這只是一小部分的聲索，因為法案也授權菲國擴張領土邊界到南海島礁。
2008年菲律賓按聯合國海洋法公約要求提出聲索。2012年4月，聯合國認可了聲索，是菲律賓自殖民時代後首次獲國際組織認可主權聲索。
在2017年中國調查船出現於當地後，為強調國家主權，菲律賓總統杜特爾特提議對賓漢隆起重新命名。不久後，外交部公布了改名計劃。2017年5月，菲律賓政府正式採用「菲律賓海隆」（Philippine Rise）之名，並且把它設為「保護食品供應專用區」（protected food supply exclusive zone），禁止採礦和石油勘探。中國對此感到不滿，認為菲律賓不擁有當地主權，但這觀點與2012年的聯合國決議相違背。

### 2018年中國提名地貌名称争议
2018年1月，有菲律賓國會議員揭發外交部准許中國參與賓漢隆起研究。2月，杜特爾特的農業部長向傳媒表示杜特爾特現在中止任何外國機構參與當地研究，但是中科院已經在中止前兩天完成了研究。2018年2月12日，中國提交了在當地的研究成果後，國際海道測量組織通過了中國提交的五個海底地形的名稱，全部以中文命名。菲律賓因而觸發民眾示威。總統府明言反對，不會承認中方的命名，並且會向國際海道測量組織上訴。菲國政府亦稱駐北京大使館會就此事與中方商討。一天後，總統府宣佈有意給予高地的海底地形菲律賓名稱。不過，幾小時後總統府又改口聲稱不介意中方的命名。
2月16日，菲律賓政府宣佈已部署軍隊守衛賓漢海隆。兩天後，有消息稱中國已向國際海道測量組織提名的海底地貌多達142個。2月26日，菲律賓外交部在參議院調查中表示，中國實際上早在2017年便已對該海隆進行勘測，但菲律賓政府未曾向任何中方人員頒發許可。
2019年，菲律賓海洋地球物理學家珍妮·安妮·巴雷托在當地發現全球最大的破火山口，阿波拉基破火山口（Apolaki Caldera），直徑150公里。它以菲律賓神話的太陽神兼戰神阿波拉基命名。

## 文化與戰略地位
賓漢隆起一直是古代菲律賓人的文化一部分。古代卡坦端內斯人在殖民時代前早已在該海域捕魚和漫遊。其實它一直受到卡坦端內斯人的民間傳說、傳說和詩詞歌頌。今天，卡坦端內斯人捕獲的魚類大多是出自賓漢隆起。它在當地卡坦端內斯人的語言中稱為Kalipung-awan（与世隔绝之地的孤独感），因為這片龐大的水域只有他們去捕魚，甚少有其他民族，漁民留在當地幾天都感到孤單寂寞。它在台灣東南面、呂宋島東面、美國屬地關島西面，如此的戰略位置使它有顯著的地緣政治重要性。
2017年5月，菲律賓將該海域劃定為「保護食品供應專用區」，禁止任何採礦和石油勘探活動。2018年5月，為紀念菲律賓政府對海隆更名一週年，該區域約500平方公里被宣佈為「嚴格保護區」（strict protection zone），僅供科學研究使用，同時約3,000平方公里的區域則被劃定為「特別漁業管理區」（special fisheries management area）。

## 外部連結
- 賓漢隆起 （页面存档备份，存于）